# Pinghu, Fujian
Pinghu är en köping i sydöstra Kina. Den ligger i Gutian härad i staden Ningde i provinsen Fujian, omkring 90 kilometer nordväst om provinshuvudstaden Fuzhou. Antalet invånare är 28 593. Befolkningen består av 13 577 kvinnor och 15 016 män. Barn under 15 år utgör 14,0 %, vuxna 15-64 år 75 %, och äldre över 65 år 10,0 %.